# Para toda la vida
Para toda la vida è un singolo della cantautrice pop argentina Marcela Morelo, pubblicato nei paesi in lingua spagnola nel 1999, ma che ha trovato successo in tutta l'Europa nell'estate del 2001.

## Descrizione
Con questo brano, contenuto nel suo secondo album, Eclipse, la cantante si è fatta conoscere in Italia partecipando anche al Festivalbar 2001.
La canzone è stata prodotta e arrangiata da Rodolfo Lugo.

## Tracce
(74321 753702, 74321 753702)
1. Para toda la vida - 3:45
2. Para toda la vida (Pumpin' Dolls Radio Edit) - 3:50

## Classifiche
| Classifica (2001) | Posizione massima |
| ----------------- | ----------------- |
| Italia            | 27                |